# Coupe de France de futsal 2006-2007
Navigation
2005-2006 2007-2008
La Coupe nationale futsal 2006-2007 est la treizième édition de la Coupe de France de futsal. La finale se déroule à Clermont-Ferrand (Puy-de-Dôme).
L'Issy futsal dispute sa troisième finale consécutive. Après ses deux défaites lors des éditions précédentes contre le Roubaix Futsal, l'équipe isséenne remporte sa première Coupe nationale. Elle bat largement le FC Erdre-Atlantique en finale (7-0), tombeur du double tenant du titre roubaisien en demi-finale. Issy devient le deuxième club francilien à remporter la compétition, après Champs FC en 2002, et se qualifie pour la Coupe de futsal de l'UEFA 2007-2008.

## Tournoi final

### Phase de groupes
| Résultats                | Pts |
| ------------------------ | --- |
| Victoire                 | 4   |
| Victoire aux tirs au but | 2   |
| Défaite aux tirs au but  | 1   |
| Défaite                  | 0   |

#### Groupe A
L'AS Mairie/CU Strasbourg évolue dans la poule A, considérée la plus difficile puisque le Roubaix Futsal (tenant du titre), l'Issy futsal et Petit Bard Montpellier en font partie.
Issy-les-Moulineaux défait d'abord l'ASMCU Strasbourg (5-2) grâce à des doublés de Chimel, Otmani et un but de Bourroum. La revanche des deux dernières finales entre le Roubaix Futsal et Issy tourne ensuite de nouveau pour les doubles tenants du titre (2-1, but de Zoran Markovic pour Issy). Les franciliens obtiennent leur qualification pour les demi-finale en prenant le meilleur sur le Montpellier Petit-Bard (3-2) par l'intermédiaire d'Otmani, Benghomari et Hamdini.

### Phase à élimination directe

#### Tableau
Double tenant du titre, le Roubaix Futsal manque la passe de trois où il aurait affronté une troisième fois l'Issy futsal, tombeur lui de Longwy (5-1). Le FC Erdre bat le double tenant du titre roubaisien.
|  | Demi-finales   | Demi-finales |             |   | Finale | Finale |
|  | Demi-finales   | Demi-finales |             |   | Finale | Finale |
|  |                |              |             |   |        |        |
|  |                |              |             |   |        |        |
|  |                |              |             |   |        |        |
|  | Longwy         | 1            |             |   |        |        |
|  | Longwy         | 1            |             |   |        |        |
|  | Issy futsal    | 5            |             |   |        |        |
|  | Issy futsal    | 5            | Issy futsal | 7 |        |        |
|  |                |              | Issy futsal | 7 |        |        |
|  |                | FC Erdre     | 0           |   |        |        |
|  | Roubaix Futsal | FC Erdre     | 0           |   |        |        |
|  |                |              |             |   |        |        |
|  | FC Erdre       |              |             |   |        |        |
|  |                |              |             |   |        |        |

#### Finale
Pour sa troisième finale consécutive, l'Issy futsal bat largement le FC Erdre (7-0) et se qualifie pour la Coupe de futsal de l'UEFA 2007-2008,. 
| Titulaires :     |                   |  |
|                  |                   |  |
|                  | Tidiane Tangara   |  |
|                  | Omar Hamdini      |  |
|                  | Tahar             |  |
|                  | Tavares           |  |
|                  | Faouzi Benghomari |  |
|                  |                   |  |
| Remplaçants :    |                   |  |
|                  | Navarro           |  |
|                  | Driss Bourroum    |  |
|                  | Zoran Markovic    |  |
|                  | Mustapha Otmani   |  |
|                  | Réda Benlala      |  |
|                  | Tache             |  |
|                  | Chimel Vita       |  |
|                  |                   |  |
| Entraîneur :     |                   |  |
| Henrique Marques |                   |  |

| Titulaires :     |                   |  |
|                  |                   |  |
|                  | Tidiane Tangara   |  |
|                  | Omar Hamdini      |  |
|                  | Tahar             |  |
|                  | Tavares           |  |
|                  | Faouzi Benghomari |  |
|                  |                   |  |
| Remplaçants :    |                   |  |
|                  | Navarro           |  |
|                  | Driss Bourroum    |  |
|                  | Zoran Markovic    |  |
|                  | Mustapha Otmani   |  |
|                  | Réda Benlala      |  |
|                  | Tache             |  |
|                  | Chimel Vita       |  |
|                  |                   |  |
| Entraîneur :     |                   |  |
| Henrique Marques |                   |  |

« C'était une finale extraordinaire, une partie où tout a rigolé en notre faveur. Tactiquement, c'était une prestation de rêve. Pendant deux jours, les garçons ont eu un état d'esprit formidable. C'est la récompense d'un travail de plus de trois ans et, aussi, une reconnaissance pour tout le futsal francilien »

— l'entraîneur d'Issy futsal, Henrique Marques.